# Бабурино (Муромский район)
Бабурино — деревня в Муромском районе Владимирской области России, входит в состав Ковардицкого сельского поселения. 

## География
Деревня расположена в 19 км на северо-запад от центра поселения села Ковардицы и в 24 км на северо-запад от Мурома. 

## История
Деревня впервые упоминается в окладных книгах Рязанской епархии 1676 года в составе Новокотлицкого прихода, в ней было 11 дворов крестьянских.
В конце XIX — начале XX века деревня входила в состав Новокотлицкой волости Муромского уезда, с 1926 года в составе Булатниковской волости. В 1859 году в деревне числилось 13 дворов, в 1905 году — 20 дворов, в 1926 году — 15 дворов.
С 1929 года деревня входила в состав Ново-Котлицкого сельсовета Муромского района, с 1954 года — в составе Михалевского сельсовета, с 1965 года — в составе Зименковского сельсовета, с 1977 года — в составе Савковского сельсовета, с 2005 года — в составе Ковардицкого сельского поселения. 

## Население
| 1859 | 1905 | 1926 | 2002 | 2010 | 2012 | 2021 |
| ---- | ---- | ---- | ---- | ---- | ---- | ---- |
| 126  | ↘118 | ↘57  | ↘1   | ↗4   | ↘3   | ↘0   |